# Liste der Biografien/Grat
Liste der Biografien |
Portal Biografien |
Personensuche
# |
A |
B |
C |
D |
E |
F |
G |
H |
I |
J |
K |
L |
M |
N |
O |
P |
Q |
R |
S |
T |
U |
V |
W |
X |
Y |
Z |
?
 
Ga |
Gb |
Gc |
Gd |
Ge |
Gf |
Gh |
Gi |
Gj |
Gk |
Gl |
Gm |
Gn |
Go |
Gp |
Gq |
Gr |
Gs |
Gu |
Gv |
Gw |
Gy |
Gz
 
Gra |
Grb–Grd |
Gre |
Grg |
Gri |
Grj |
Grk |
Grl |
Grm |
Gro |
Grs |
Gru |
Gry |
Grz
 
Graa |
Grab |
Grac |
Grad |
Grae |
Graf |
Grag |
Grah |
Grai |
Graj |
Grak |
Gral |
Gram |
Gran |
Grao |
Grap |
Grar |
Gras |
Grat |
Grau |
Grav |
Graw |
Gray |
Graz
Die Liste der Biografien führt alle Personen auf, die in der deutschsprachigen Wikipedia einen Artikel haben. Dieses ist eine Teilliste mit 130 Einträgen von Personen, deren Namen mit den Buchstaben „Grat“ beginnt.

## Grat

### Grata
- Gratama, Seerp (1757–1837), niederländischer Rechtswissenschaftler

### Grate
- Grate, Eric (1896–1983), schwedischer Bildhauer, Maler und Grafiker
- Grate, Marcus (* 1996), schwedischer Skilangläufer
- Grate, Rachel (* 1986), US-amerikanische Schauspielerin
- Grateloup, Jean-Pierre Sylvestre de (1782–1862), französischer Arzt und Naturforscher
- Gräter, Carlheinz (* 1937), deutscher Journalist, Landeskundler und Herausgeber
- Gräter, Friedrich David (1768–1830), Begründer der wissenschaftlichen Nordistik in Deutschland
- Gräter, Max (1896–1944), deutscher Komponist und Organist
- Gräter, Siegfried (* 1939), deutscher Fußballtorwart
- Graterol, Anca (* 1952), deutsche Musikerin, Produzentin und KomponistinAnca Graterol (* 1952)

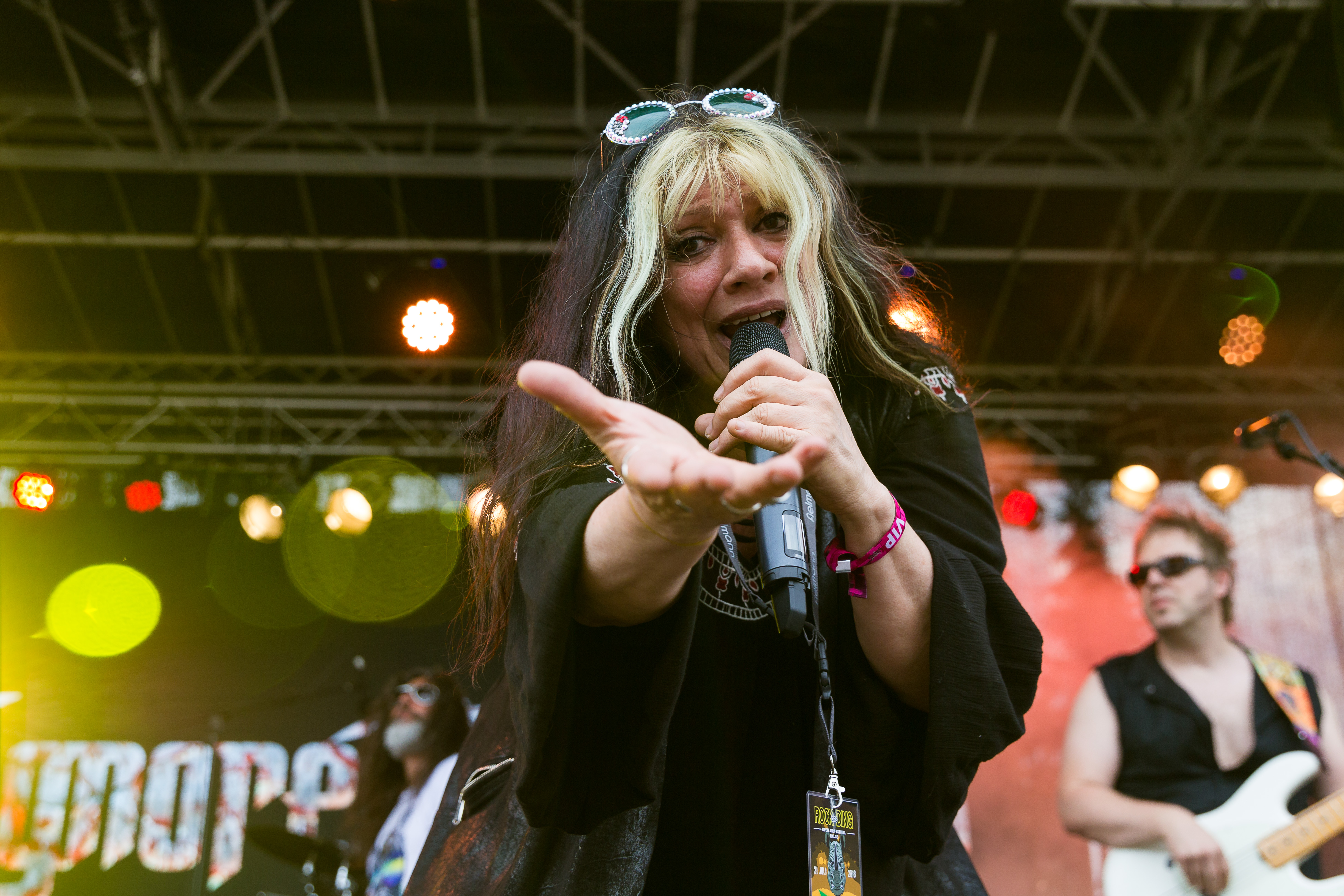
Anca Graterol (* 1952)

- Gratet de Dolomieu, Déodat (1750–1801), französischer Geologe und Mineraloge

### Grath
- Grath, Alois (* 1939), österreichischer Politiker (SPÖ), Landtagsabgeordneter im Burgenland
- Grath, Anton (1881–1956), österreichischer Bildhauer
- Grath, Martin (* 1960), deutscher Politiker (Bündnis 90/Die Grünen), MdL
- Grathoff, Richard (1934–2013), deutscher Phänomenologe und Soziologe
- Grathwohl, Karl (1905–1982), deutscher Geologe und Politiker (FDP/DVP)
- Grathwohl, Sven (* 1988), deutscher Handballtorwart
- Grathwohl, Wilhelm (1815–1867), deutscher Politiker

### Grati
- Grati, Luigi (1763–1849), italienischer Ordensgeistlicher, Generalprior der Serviten und Kurienbischof
- Gratiadei, Antonius († 1491), römisch-katholischer Geistlicher
- Gratian, Kirchenrechtler im Mittelalter
- Gratian († 407), Gegenkaiser im Westen des römischen Reiches 407
- Gratian (359–383), Kaiser im Westen des römischen Reiches (375–383)Gratian (359–383)

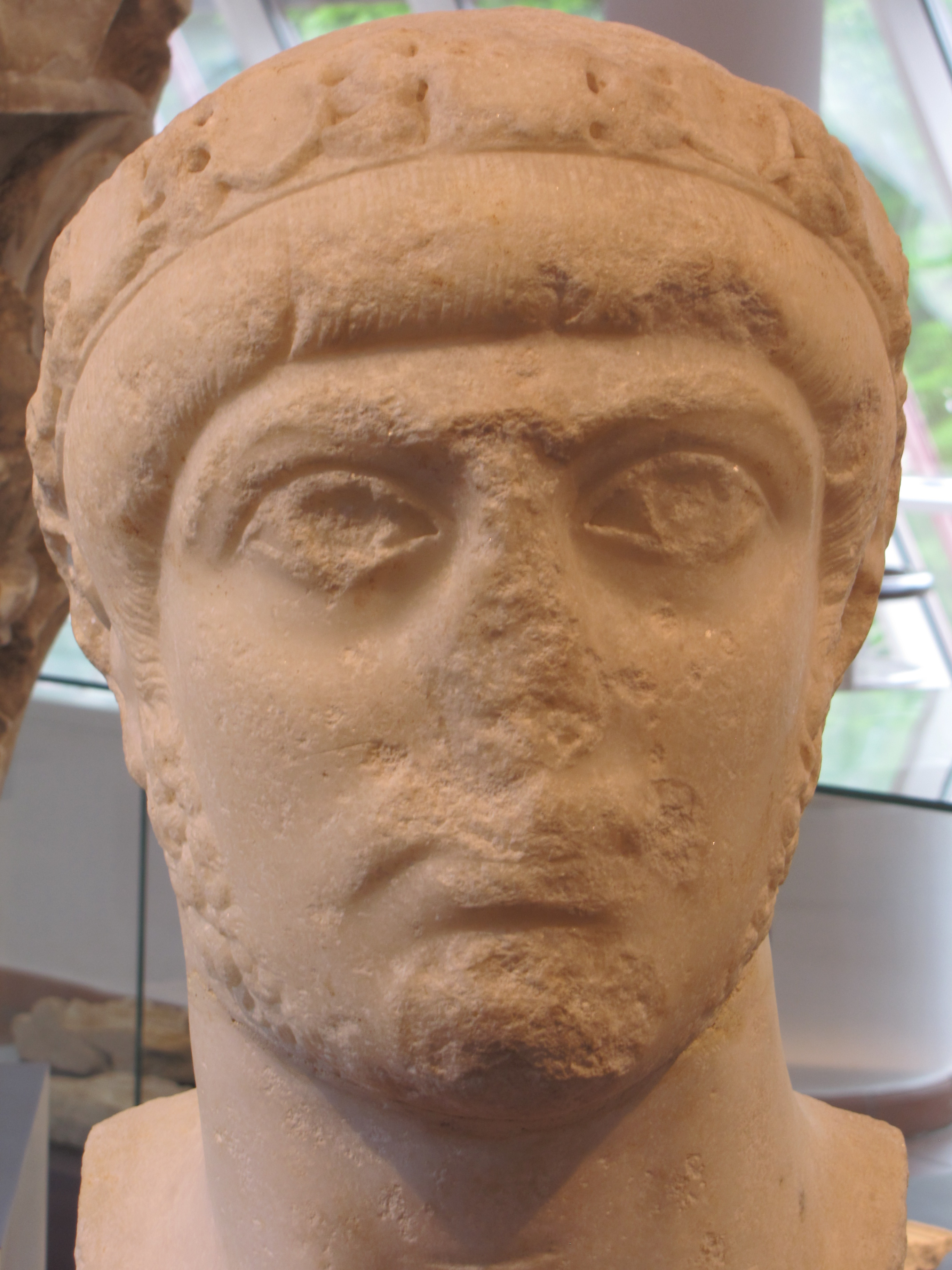
Gratian (359–383)

- Gratiant, Gilbert (1895–1985), martinikanischer Schriftsteller französischer und kreolischer Sprache
- Gratias, Denis (* 1947), französischer Physiker und Kristallograph
- Gratidius, Marcus († 102 v. Chr.), römischer Politiker und Redner
- Gratien, Jean-Baptiste-Guillaume (1747–1799), französischer Theologe und konstitutioneller Bischof
- Gratien, Pierre Guillaume (1764–1814), französischer General
- Gratier, Jules (1863–1956), französischer Generalleutnant und Oberbefehlshaber der Interalliierten Truppen in Oberschlesien
- Gratinus, antiker römischer Toreut
- Gratiolet, Louis Pierre (1815–1865), französischer Arzt und Zoologe
- Gratius, antiker römischer Silberschmied
- Gratius, Ortuin (1481–1542), Humanist und Lehrer an der Artistenfakultät Köln

### Gratk
- Gratkowski, Frank (* 1963), deutscher Jazz-Saxophonist und -Klarinettist

### Gratl
- Gratl, Carmen (* 1969), österreichische Schauspielerin

### Grato
- Graton, Fernand (1921–2000), kanadischer Dirigent, Chorleiter und Musikpädagoge
- Graton, Jean (1923–2021), französischer ComiczeichnerJean Graton (1923–2021)

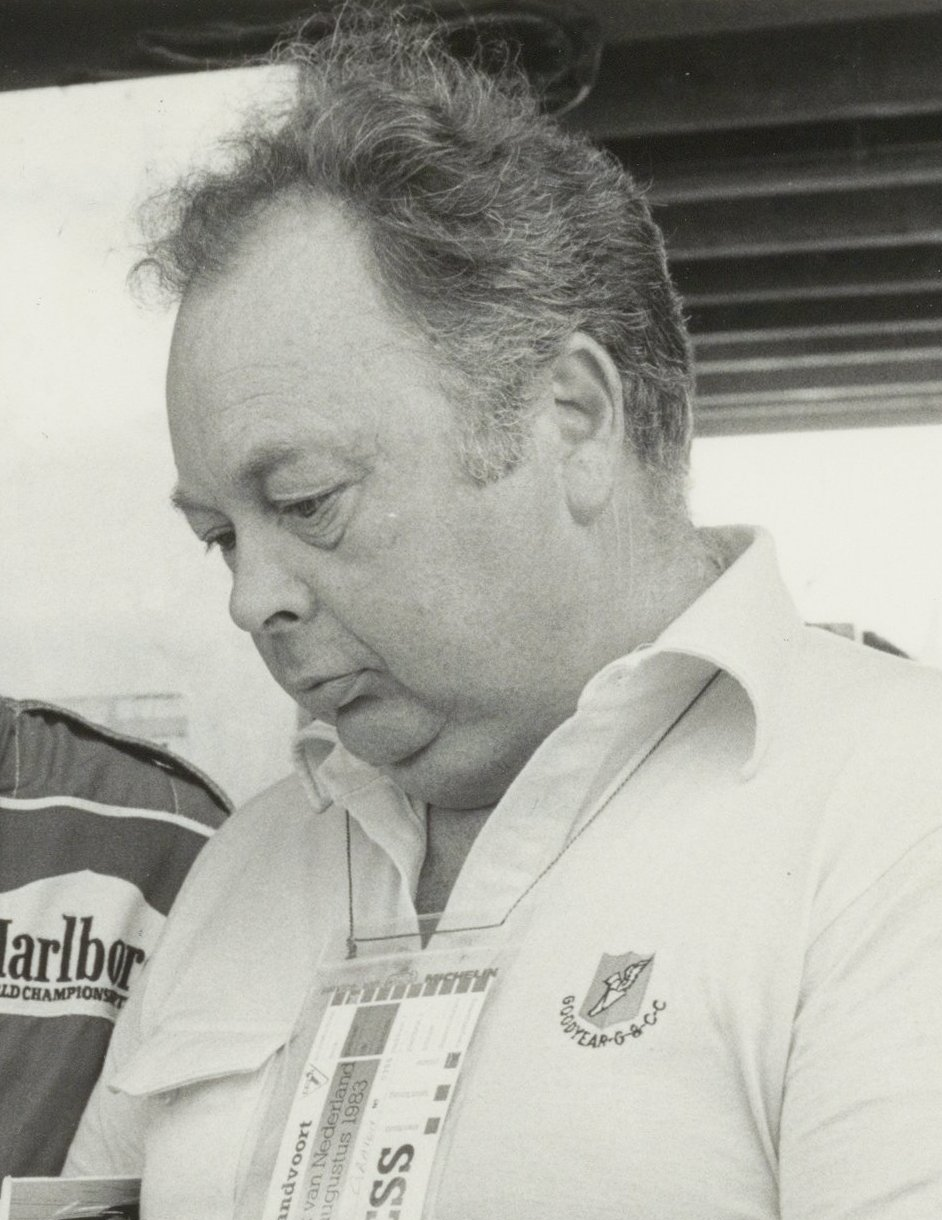
Jean Graton (1923–2021)

- Graton, Louis Caryl (1880–1970), US-amerikanischer Lagerstätten-Geologe und Mineraloge
- Gratorolo, Guglielmo (1516–1568), italienischer Alchemist

### Gratr
- Gratry, Alphonse (1805–1872), französischer katholischer Religionslehrer und Priester

### Grats
- Gratsch, Eduard Dawidowitsch (* 1930), russischer Musiker und Musikpädagoge
- Gratsch, Rafael Dawidowitsch (1932–1982), sowjetischer Eisschnellläufer
- Gratsch, Walter (1924–2017), österreichischer Politiker (SPÖ), Landtagsabgeordneter der Steiermark
- Gratschow, Alexander Pawlowitsch (* 1984), russischer Eiskunstläufer
- Gratschow, Andrei Dmitrijewitsch (1900–1964), sowjetischer Raumfahrtingenieur
- Gratschow, Boris Pawlowitsch (* 1986), russischer Schachspieler
- Gratschow, Denis Walerjewitsch (* 1992), russischer Badmintonspieler
- Gratschow, Jewgeni Igorewitsch (* 1990), russischer Eishockeyspieler
- Gratschow, Maxim Igorewitsch (* 1988), russischer Eishockeyspieler
- Gratschow, Michail (* 1988), russischer Automobilrennfahrer
- Gratschow, Pawel Sergejewitsch (1948–2012), russischer Offizier und Politiker
- Gratschow, Rid Iossifowitsch (1935–2004), russischer Schriftsteller
- Gratschow, Wadim (* 1964), deutscher Schauspieler
- Gratschow, Wilhelm (* 1982), deutscher Boxer
- Gratsias, Dimitrios (* 1957), griechischer Jurist, Richter am Europäischen Gerichtshof
- Gratsos, Xenia (1940–2018), US-amerikanische Schauspielerin griechischer Abstammung

### Gratt
- Gratt, Thomas (1956–2006), österreichischer Terrorist der Bewegung 2. Juni
- Grattan, Henry (1746–1820), irischer Politiker, Mitglied des House of Commons
- Grattan-Guinness, Ivor (1941–2014), britischer Mathematikhistoriker
- Grattenauer, Carl Wilhelm Friedrich (1773–1838), deutscher Jurist und antisemitischer Publizist und Schriftsteller
- Grattenauer, Ernst Christoph (1744–1815), deutscher Buchhändler und Verleger
- Grattenauer, Friedrich (1895–1944), deutscher Marineoffizier
- Gratteri, Nicola (* 1958), italienischer StaatsanwaltNicola Gratteri (* 1958)

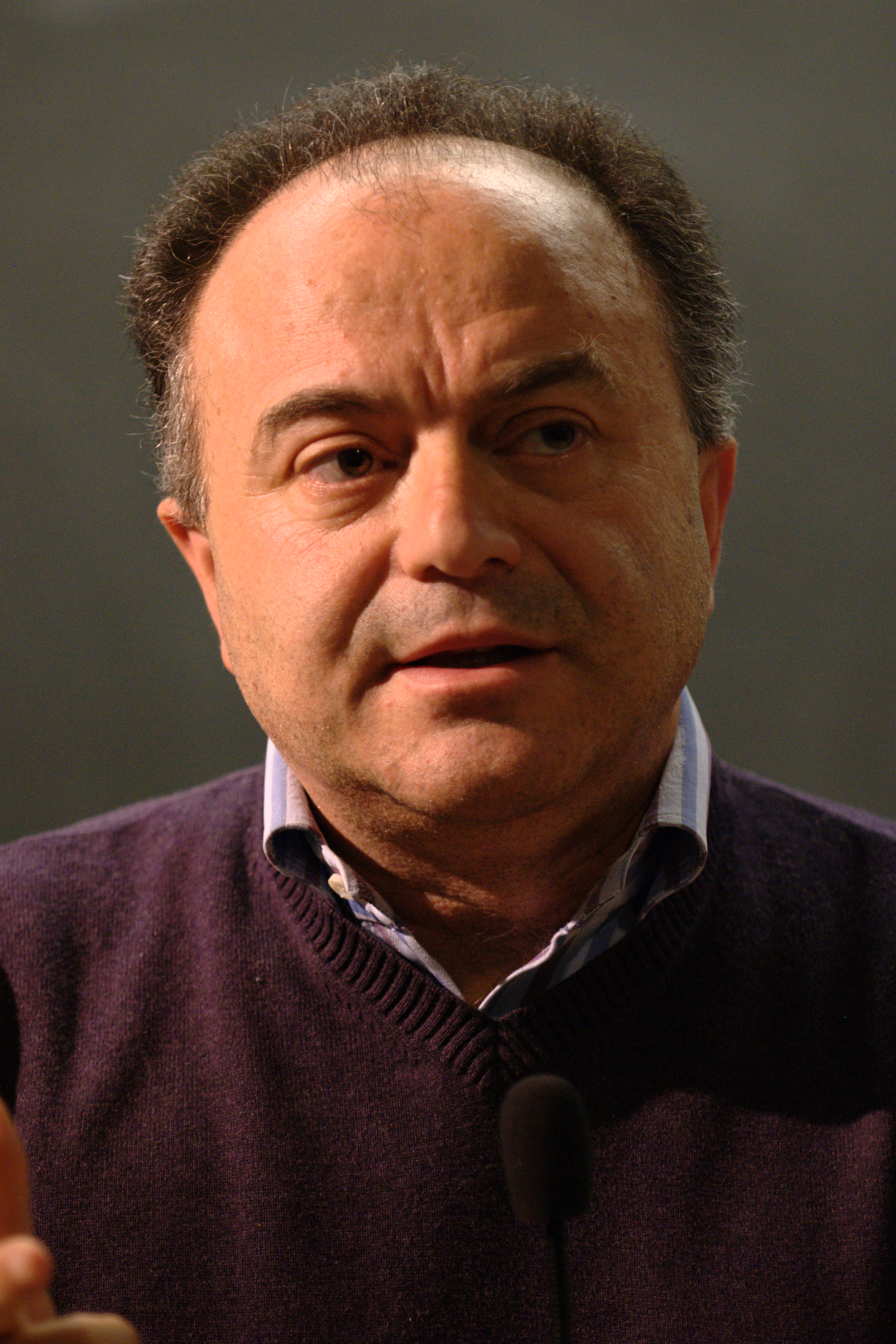
Nicola Gratteri (* 1958)

- Grattery, Édith (* 1960), französische Comiczeichnerin und Illustratorin
- Grattius, römischer Dichter
- Gratton, Barbara, kanadische Eiskunstläuferin
- Gratton, Benoît (* 1976), kanadischer Eishockeyspieler
- Gratton, Chris (* 1975), kanadischer Eishockeyspieler
- Gratton, Gerard (1927–1963), kanadischer Gewichtheber
- Gratton, Guido (1932–1996), italienischer Fußballspieler
- Gratton, Hector (1900–1970), kanadischer Komponist, Arrangeur, Dirigent und Musikpädagoge
- Gratton, Jean (1924–2011), kanadischer Geistlicher und römisch-katholischer Bischof von Mont-Laurier
- Gratton, Josh (* 1982), kanadischer Eishockeyspieler
- Gratton, Livio (1910–1991), italienischer Astronom
- Gratton, Mike (* 1954), britischer Marathonläufer

### Gratu
- Gratus von Aosta, katholischer Bischof

### Gratw
- Gratwohl, Joris (* 1973), Schweizer Schauspieler und ehemaliger FußballspielerJoris Gratwohl (* 1973)

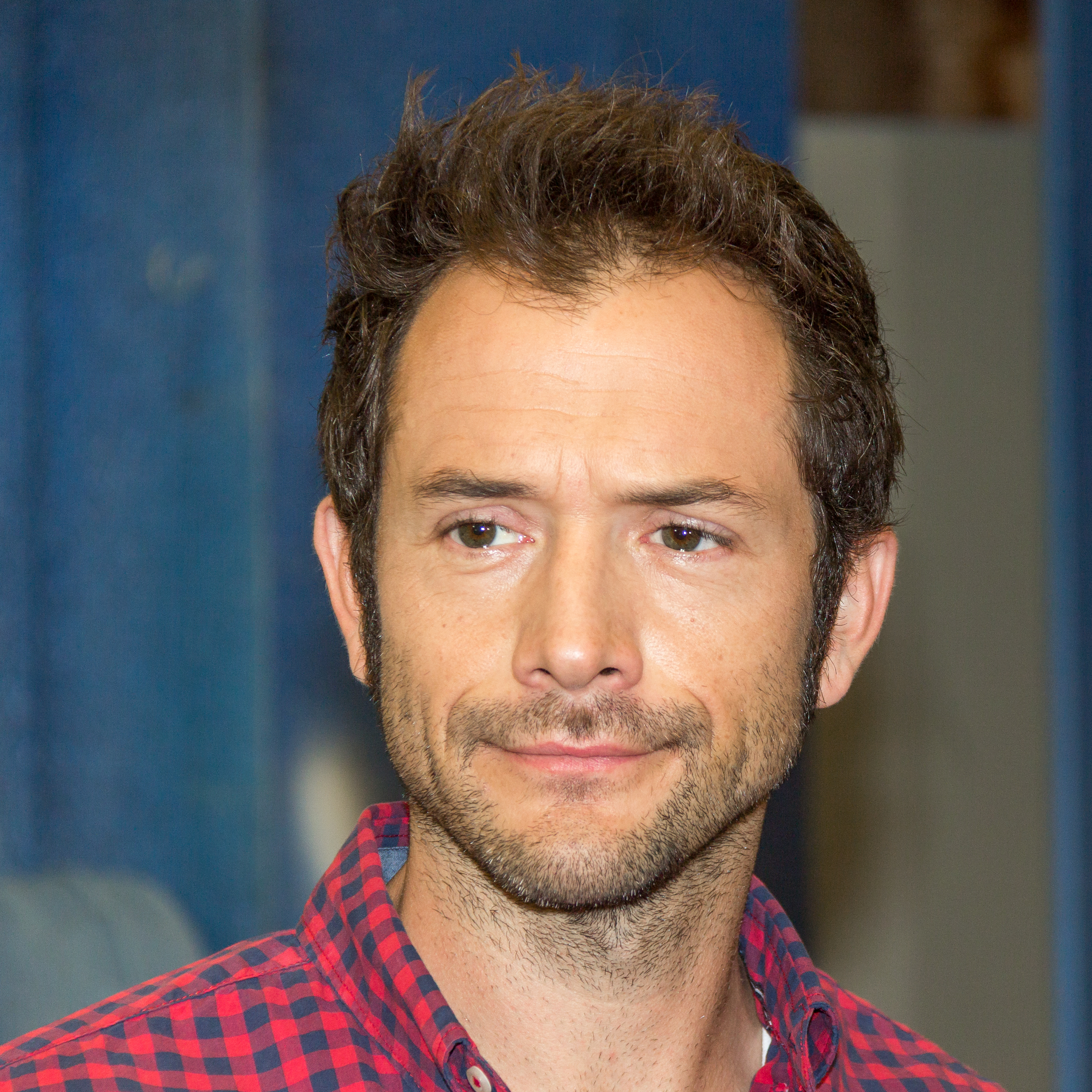
Joris Gratwohl (* 1973)

### Gratz
- Grätz, Annalena (* 1997), deutsche Volleyballspielerin
- Gratz, Brian (* 1981), US-amerikanischer Eishockeyspieler, -trainer und -funktionär
- Gratz, Delbert Leroy (1920–2000), US-amerikanischer Historiker
- Gratz, Dennis (* 1978), bosnischer Politiker, Jurist, Schriftsteller und Filmemacher
- Gratz, Fabian (* 1997), deutscher Skirennläufer
- Gratz, Florian (* 1985), deutscher Naturbahnrodler
- Gratz, Gusztáv (1875–1946), Publizist, Journalist, Politiker, Mitglied des Parlaments, Geschichtsschreiber, Wirtschaftsfachmann
- Gratz, Harald Reiner (* 1962), deutscher Künstler
- Grätz, Ina (* 1983), deutsche Kunsthistorikerin und Kuratorin
- Gratz, Joan C. (* 1941), US-amerikanische Künstlerin, Animatorin und Filmregisseurin
- Grätz, Karl Julius (1843–1912), deutscher Kunstmaler
- Gratz, Leopold (1929–2006), österreichischer Politiker (SPÖ), Mitglied des BundesratesLeopold Gratz (1929–2006)

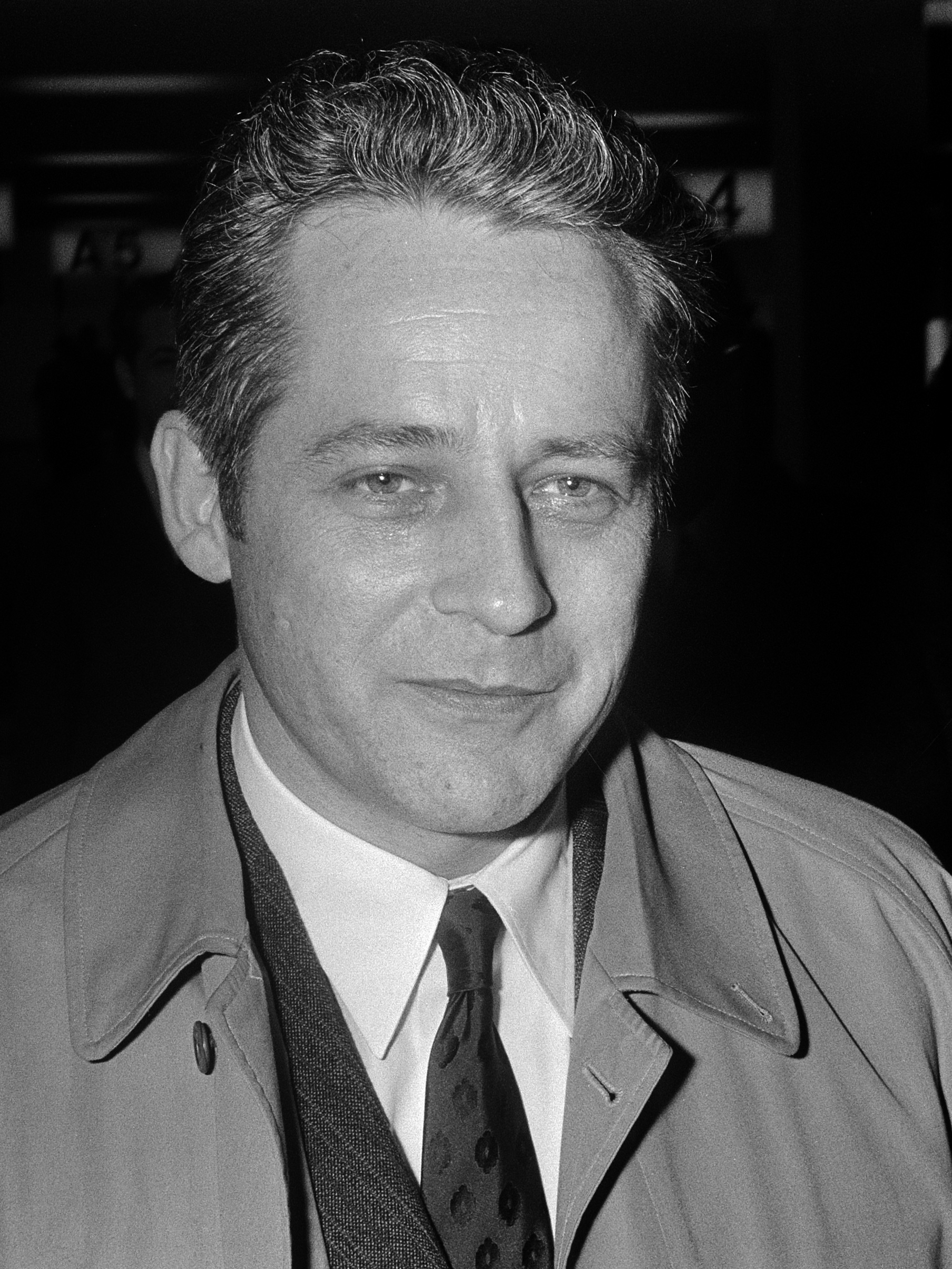
Leopold Gratz (1929–2006)

- Grätz, Manfred (* 1935), deutscher Offizier und Politiker (SED), stellvertretender Verteidigungsminister
- Gratz, Manfred (* 1940), deutscher Fußballspieler
- Gratz, Michael (* 1949), deutscher Literaturwissenschaftler
- Gratz, Peter (* 1940), deutscher Leichtathlet
- Gratz, Peter Alois (1769–1849), deutscher katholischer Bibelwissenschaftler
- Grätz, Purnima (* 2007), deutsche Kinderdarstellerin
- Gratz, Rebecca (1781–1869), US-amerikanische Philanthropin
- Grätz, Reinhard (* 1940), deutscher Ingenieur und Politiker (SPD), MdL
- Grätz, Ronald (* 1958), deutscher Germanist, Generalsekretär des Instituts für Auslandsbeziehungen
- Gratz, Rüdiger (* 1936), deutscher Fußballspieler
- Grätz, Sebastian (* 1964), deutscher evangelischer Theologe
- Grätz, Theodor (1859–1947), deutscher Maler, Karikaturist und Illustrator
- Gratz, Veronika (* 1992), deutsche Fußballspielerin
- Gratza, Karl (1820–1876), deutscher katholischer Geistlicher und Mitglied des deutschen Reichstags
- Gratza, Robert (* 1978), deutsch-polnischer Eishockeyspieler
- Gratze, Paschalis (1819–1896), deutscher Orgelbauer, Kirchenplaner und Baumeister
- Gratzei, Christian (* 1981), österreichischer Fußballtorwart
- Grätzel, Michael (* 1944), Schweizer Chemiker deutscher AbstammungMichael Grätzel (* 1944)

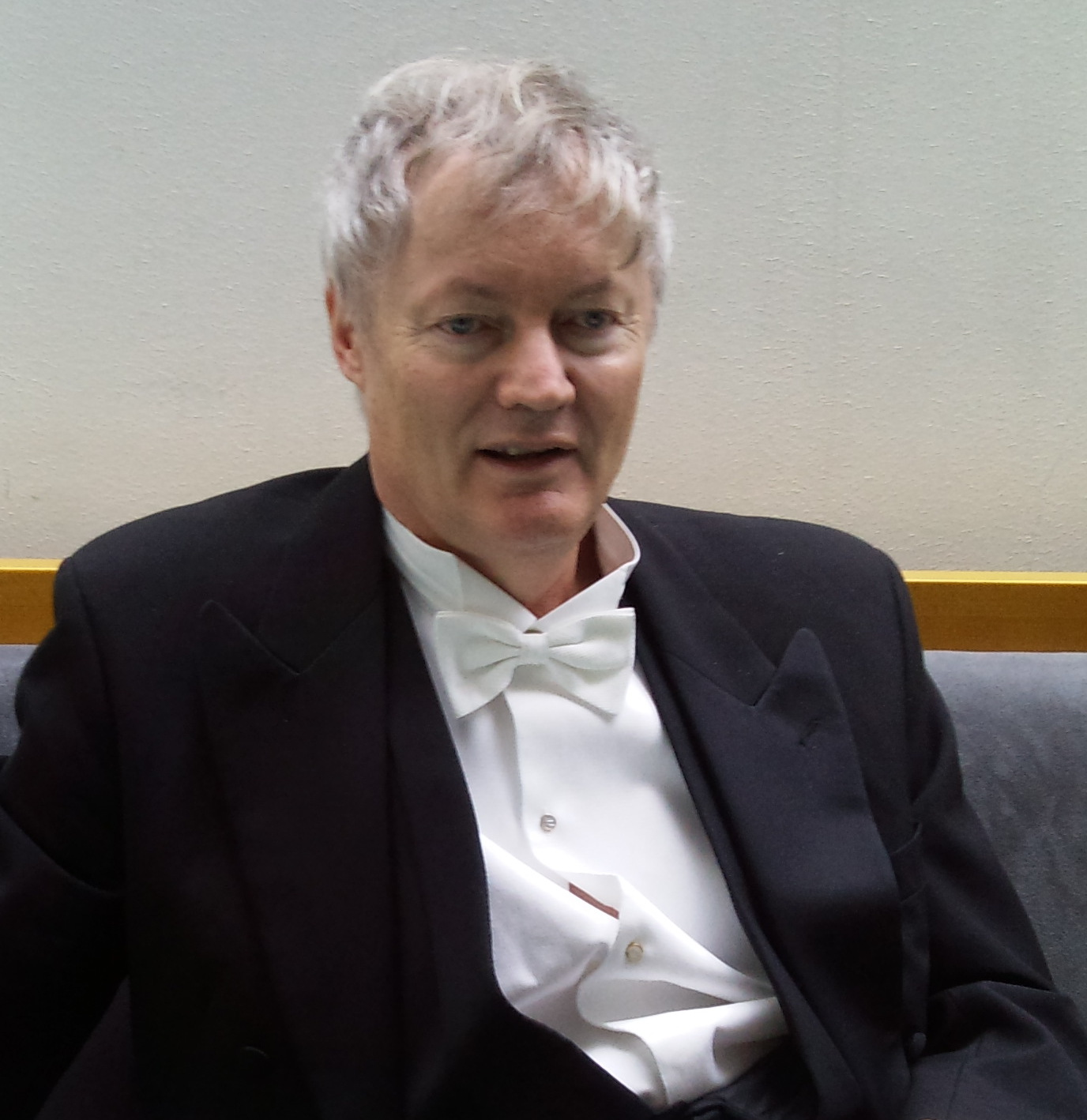
Michael Grätzel (* 1944)

- Grätzel, Stephan (* 1953), deutscher Philosoph und Hochschullehrer
- Gratzer, Alexander (* 1993), österreichischer Filmemacher
- Gratzer, Anita (* 1978), österreichische Fotografin
- Gratzer, Bernhard (* 1956), österreichischer Militär und Politiker (FPÖ), Landtagsabgeordneter, Abgeordneter zum Nationalrat
- Gratzer, Franz (1906–1986), österreichischer Politiker und Landwirt
- Gratzer, Franz (1952–2013), österreichischer Politiker (SPÖ), Landtagsabgeordneter
- Grätzer, George (* 1936), ungarisch-kanadischer Mathematiker
- Gratzer, Gerda (* 1963), österreichische Schauspielerin und Theaterregisseurin
- Gratzer, Hans (1941–2005), österreichischer Schauspieler, Hörspielsprecher, Regisseur und Theaterleiter
- Gratzer, Oliver (* 1974), österreichischer Strongman und Fotograf
- Gratzer, Robert (1948–2004), österreichischer Schriftsteller, Journalist, Dramaturg und Verleger
- Gratzer, Roland (* 1983), österreichischer Moderator, Journalist, Schauspieler, Künstler, Regisseur und DrehbuchautorRoland Gratzer (* 1983)

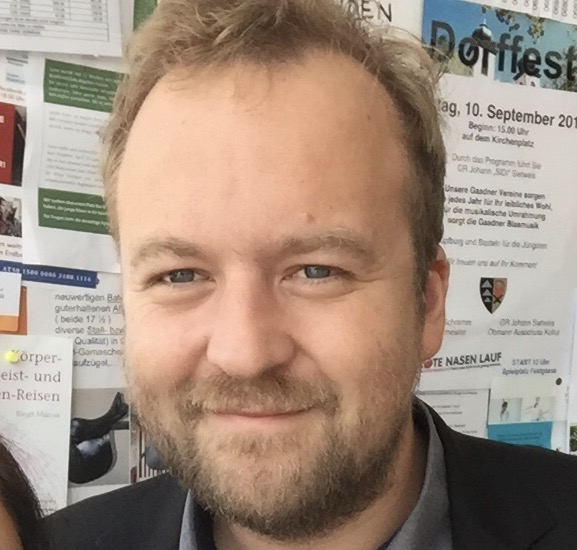
Roland Gratzer (* 1983)

- Grätzer, Rosi (1899–1995), deutsche Gewerkschafterin
- Gratzer, Sepp (* 1955), österreichischer Sportfunktionär
- Gratzer, Thomas (* 1962), österreichischer Autor, Regisseur und Theaterdirektor
- Gratzer, Wolfgang (* 1965), österreichischer Musikwissenschaftler
- Gratzhofer, Anton (1863–1922), österreichischer Hutmacher und Politiker
- Gratzik, Paul (1935–2018), deutscher Schriftsteller
- Gratzki, Fritz (1922–1987), deutscher Maler und Konzeptkünstler
- Gratzki, Otto (1895–1976), deutscher Lehrer und NS-Widerstandskämpfer
- Gratzl, Emil (1877–1957), deutscher Bibliothekar und Orientalist
- Gratzl, Wilhelm, österreichisches Opfer eines Justizirrtums
- Gratzmüller, Otto, deutscher Fußballspieler